# 大白 (网络用语)

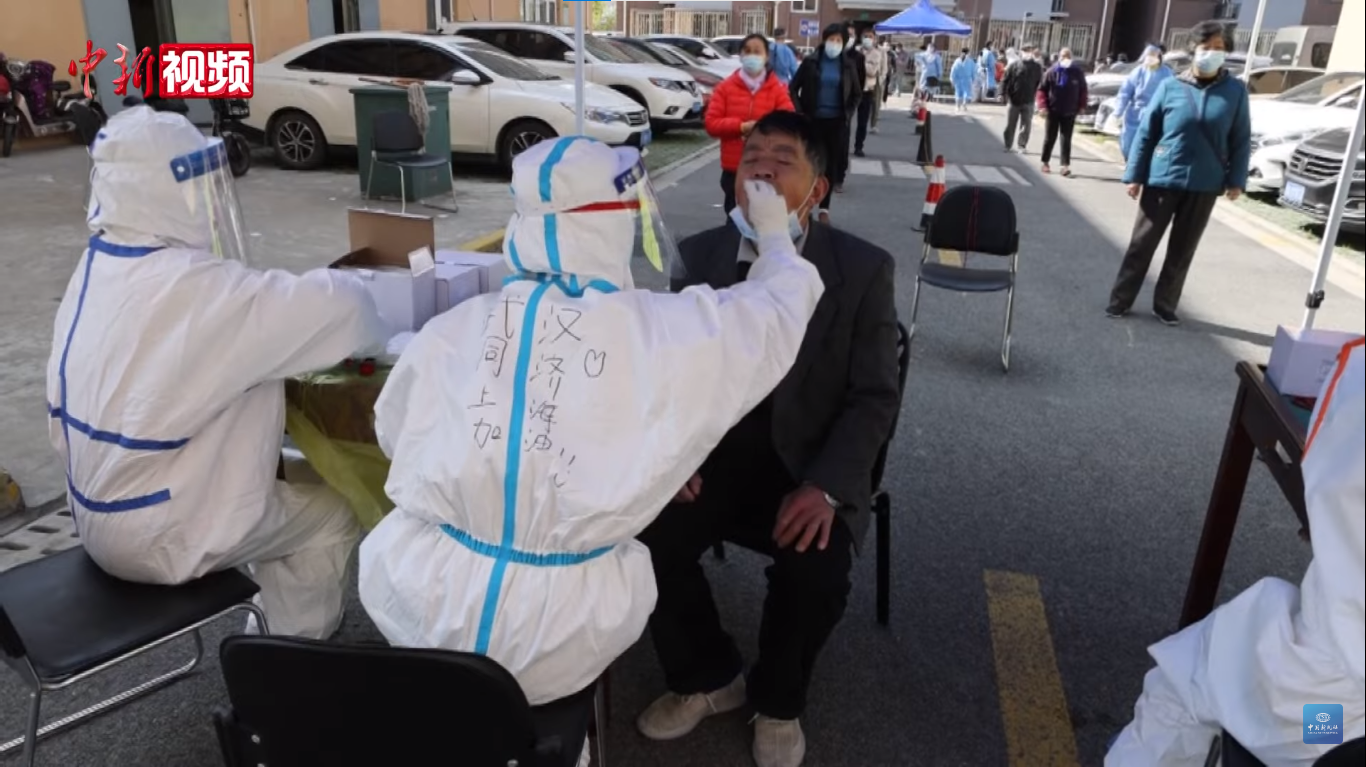
正在从事核酸检测工作的“大白”

大白指在中國内地身穿白色的连体防护服的防疫工作人员。该别称在2019冠状病毒病疫情期间流行，常见于一些网络发言、媒体报道和官方发言中。短视频平台中大白相关的视频数量与各地及防疫工作开展情况相关，于2022年上半年到达数量最高峰。

## 历史
大白一词早在2020年2月就已被官方媒体指代防疫人员，这一别称来源于民众对身穿白色防护服的防疫人员外在形象的直观表述，其外觀酷似超能陆战队中的大白。

## 装备
在中国，大白多穿着白色隔绝式和半透气式防护服，佩戴N95口罩、护目镜或面屏，双层橡胶手套和长、短两种鞋套。为便于识别，防疫人员有时也会在防护服外佩戴工作证、绘制图案、写上抗击疫情的文字、标注所属单位、职业或是姓名。

## 职业
由于防疫工作的人员需求和工作复杂性，“大白”的本职多种多样，可能是专业醫事人員、社区工作人员、消防員、公安人员等；同时，也有来自各行业的志愿者或失业者成为“大白”协助防疫工作。

## 工作内容
在2019冠状病毒病疫情期间，大白多工作于疫情较为严重、或是存在疫情风险的区域，具体在方艙醫院、社区、街道、機構等场所从事患者救治、核酸檢測、物资配送、消杀、车辆人员检查等工作。也時有大批中國警察身穿大白鎮壓民眾。

## 评价
大白因其连续工作时间长、工作强度大、工作属性为疫情防控等原因多在媒体和舆论中获得正面评价。但也有一些诸如大白使用暴力的负面报道和投诉，甚至被稱為「白衛兵」。据抽样研究，在抖音上有66%标题含有大白的视频在标题中使用了积极的词形容大白。

## 备注
1. ↑  有时也指防疫人员身穿的连体防护服[1]，或是从事非防疫工作医护工作者[2]。